# Магацин за житарице
Магацин за житарице у Малом Хоргошу настао је у време цветања меркантилистичке економске политике Бечког двора чији је циљ био повећање унутрашње производње уз државну помоћ. Магазин градитељски представља зачетак нове изградње индустријских зграда-магазина који је био примењиван све до појаве савремених силоса, као непокретно културно добро као споменик културе.
Зграда је једноспратна, импозантног изгледа и складних пропорција. Сви елементи конструкције, како зидане, тако и дрвене, веома су масивни. Примарна конструкција грађена је опеком старог формата, а кровна конструкција и међуспратне конструкције ношене на стубовима су дрвене. Зграда има пет корисних етажа: подрум, високо приземље, први спрат, а под косим двоводним дрвеним кровиштем-прво и друго поткровље. Сав грађевински материјал осим дрвене конструкције био је произведен на лицу места.